# Salvador Bartolozzi
Santos Bartolozzi Rubio (Madrid, 6 de abril de 1882-Ciudad de México, 9 de julio de 1950), más conocido como Salvador Bartolozzi, fue un escritor, historietista e ilustrador español. 

## Biografía
Santos Bartolozzi Rubio fue el mayor de los cuatro hijos del matrimonio formado por Lucas Bartolozzi, italiano, natural de Lucca, y de la española Obdulia Rubio y García, natural de Villacastín, casados desde el 23 de junio de 1881. El padre trabajó en el taller de vaciado y reproducciones de la Escuela de Bellas Artes de San Fernando, y allí se formó como artista el joven Salvador. Publicó sus primeros dibujos en la revista Nuevo Mundo cuando tenía sólo catorce años.
En 1901, Bartolozzi se trasladó a París, donde comenzó a desarrollar una carrera de pintor, pero regresó a España en 1906 y empezó a trabajar con su padre en el taller de la Escuela de San Fernando, al tiempo que realizaba ilustraciones para la Editorial Calleja. En 1907 contrajo matrimonio con Angustias Sánchez y García, y tuvieron tres hijos: la también artista e ilustradora Francisca (Francis o «Pitti»), María Luisa y Rafael. En 1914 dejó a su esposa e inició una relación con Carmen Eva Nelken (Magda Donato).
En 1909 conoce también a Ramón Gómez de la Serna, con quien en 1915 será uno de los fundadores de la famosa tertulia del Café Pombo. Colaboró con numerosas publicaciones (entre ellas La Esfera, Nuevo Mundo, El Imparcial, Blanco y Negro, ABC, El Cuento Semanal, El Libro Popular, La Ilustración Española y Americana y Ahora), y en 1915 fue nombrado por Rafael Calleja director artístico de la Editorial Calleja. En 1925 lanzó un nuevo semanario infantil, Pinocho, en las que desarrollaba historietas con el personaje creado por Carlo Collodi, de una forma muy personal. El Pinocho de Bartolozzi llegaría a superar en popularidad al original, y se convirtió en el personaje infantil más característico en la España de los años 1920. En 1928 abandonó la editorial Calleja, e inició una nueva serie de aventuras para el público infantil, Aventuras de Pipo y Pipa, que se publicaba en el semanario Estampa. Trabajó también como escenógrafo en obras teatrales como La zapatera prodigiosa de Federico García Lorca y El otro, de Miguel de Unamuno.
Antes de terminar la guerra civil, partió a Francia junto con Magda Donato. Cuando el país galo fue invadido por Alemania en 1940, Bartolozzi huyó, por Niza, a Casablanca, desde donde logró llegar a Veracruz a finales de 1941. En México continuó su carrera como escritor e ilustrador, y se introdujo además en el campo de los dibujos animados. Publicó Los hermanos de ranita en 1943 y el último Pinocho de su serie: Pinocho en la Isla de Calandrajo, patas arriba, patas abajo en 1945. Trabajó para la Secretaría de Educación Pública, en el Teatro del Departamento de Bellas Artes, área en la que desarrolló decorados de forma regular para obras de teatro y en la que creó y potenció proyectos de teatro para niños. Murió en Ciudad de México el 9 de julio de 1950.